# Elezioni presidenziali in Somalia del 1986
Le elezioni presidenziali nella Repubblica Democratica Somala del 1986 si tennero il 23 dicembre.
La consultazione avvenne in forma plebiscitaria: il corpo elettorale fu chiamato ad esprimersi in ordine alla conferma del presidente in carica Siad Barre, del Partito Socialista Rivoluzionario Somalo.
Secondo l'art. 80 della Costituzione, il Presidente era designato dal comitato centrale del partito ed eletto dall'Assemblea nazionale per un mandato di 6 anni. Dopo il referendum costituzionale del dicembre 1979, Barre era stato confermato dall'Assemblea nazionale il 24 gennaio 1980 e aveva giurato il successivo 27 gennaio.

## Risultati
| Scelta   | Voti      | %     |
| -------- | --------- | ----- |
| A favore | 4 887 592 | 99,97 |
| Contro   | 1 486     | 0,03  |
| Totale   | 4 889 078 | 100   |